# Chiesa del Sacro Cuore di Gesù (Zocca)
La chiesa del Sacro Cuore di Gesù è la parrocchiale di Zocca, in provincia di Modena ed arcidiocesi di Modena-Nonantola; è sede del vicariato di Zocca.

## Storia
Nel 1681 venne edificato a Zocca un oratorio dedicato a San Contardo; tale edificio venne realizzato anche grazie all'interessamento del duca di Modena cardinal Rinaldo d'Este.
Nel 1890 fu costituita una commissione con a capo l'allora parroco don Stradi il cui scopo era far erigere la nuova chiesa zocchese; il terreno venne donato da tale Maria Mascagni e furono abbattute due case per far spazio alla realizzanda chiesa.
La prima pietra dell'attuale chiesa, disegnata dal modenese Carlo Barberi, venne posta il 26 agosto 1895 dall'arcivescovo di Modena Carlo Maria Borgognoni; l'allora sindaco Alfonso Ronchi fece stanziare 10000 lire per completare l'edificio, il quale venne inaugurato il 31 dicembre 1899, mentre dal giorno dopo cominciarono a tenersi le funzioni.
Tuttavia, la chiesa poté dirsi completamente terminata solo nei primi anni del XX secolo dopo che il parroco don Paolo Bruni aveva chiesto l'aiuto anche della regina Margherita di Savoia e del ministro di Grazie, Giustizia e Culti; la consacrazione venne impartita nel 1913.
Nel 1929 venne inaugurato il campanile, in cui erano state installate cinque quella campane fuse nel 1925 da Giovanni Cavani, e nello stesso anno la chiesa fu eretta a parrocchiale.
In seguito al terremoto del 2012 l'edificio fu sottoposto ad un intervento di restauro e di consolidamento.

## Descrizione

### Facciata
La facciata della chiesa, in stile neoromanico, è a capanna ed è caratterizzata da tre portali sovrastati ciascuno da una lunetta decorata a mosaico e da una bifora, da due lesene laterali, da due contrafforti centrali e da quindici archetti posti sotto la linea di gronda; i suddetti mosaici delle lunette raffigurano Cristo Pantocratore, l'Agnello Mistico e Due colombe che si dissetano.

### Interno
L'interno della chiesa è divisa in tre navate sulle quali si affacciano due cappelle laterali intitolate rispettivamente alla Madonna del Sacro Cuore e a San Giuseppe, e presenta una cupola; al termine dell'aula vi è il presbiterio rialzato di due gradini e chiuso a sua volta dall'abside.
Opere di pregio qui conservate sono gli affreschi in stile bizantino e quelli in stile rinascimentale, realizzati tutti da Giacomo Gemmi.